# Liolaemus sagei
Espèce
Statut de conservation UICN

 LC  : Préoccupation mineure
Liolaemus sagei est une espèce de sauriens de la famille des Liolaemidae.

## Répartition et habitat
Cette espèce est endémique de la province de Neuquén en Argentine,. On la trouve entre 1 000 et 1 300 m d'altitude. Elle vit dans les steppes. La végétation est constituée des buissons Colletia, Mulinum, Nassauvia et de l'herbe Stipa.

## Description
C'est un saurien ovipare.

## Étymologie
Cette espèce est nommée en l'honneur de Richard David Sage.

## Publication originale
- Etheridge & Christie, 2003 : Two new species of the lizard genus Liolaemus (Squamata: Liolaemidae) from northern Patagonia, with comments on Liolaemus rothi. Journal of Herpetology, vol. 37, no 2, p. 325-341.